# Psefologia
Psefologia (do grego psephos, "seixo", com os quais os gregos contavam os votos) é o ramo da ciência política que abrange o estudo e a análise estatística das eleições. A psefologia usa compilações de resultados de votações em determinadas regiões eleitorais, pesquisas de opinião públicas, informações sobre financiamento de campanhas e dados estatísticos similares. O termo foi criado em 1952 no Reino Unido pelo historiador R. B. McCallum para descrever a análise científica de eleições passadas. Na Grã-Bretanha, o termo costuma aparecer esporadicamente na literatura acadêmica.
Embora se confunda com a sociologia política, a psefologia também possui aplicações específicas como a análise da representação proporcional (como no índice Gallagher).